# A Jazzman's Blues
A Jazzman's Blues è un film del 2022 diretto da Tyler Perry.

## Trama
Hopewell, Georgia, 1987. Un'anziana donna di colore entra nell'ufficio del sindaco consegnando delle lettere che potrebbero svelare dettagli su un omicidio. L'uomo inizia a leggerle e scopre i risvolti di un mistero e di un amore rimasti celati per oltre 40 anni.

## Distribuzione
Il film è stato distribuito sulla piattaforma Netflix dal 23 settembre 2022.